# Alaa Kutkut
Alaa Kutkut (7 de octubre de 1983) es una deportista jordana que compitió en taekwondo. Ganó dos medallas de plata en los Juegos Asiáticos en los años 1998 y 2006.

## Palmarés internacional
| Juegos Asiáticos | Juegos Asiáticos    | Juegos Asiáticos | Juegos Asiáticos |
| Año              | Lugar               | Medalla          | Categoría        |
| ---------------- | ------------------- | ---------------- | ---------------- |
| 1998             | Bangkok (Tailandia) | Medalla de plata | –65 kg           |
| 2006             | Doha (Catar)        | Medalla de plata | –72 kg           |